# Bittacus smithersi
Bittacus smithersi är en näbbsländeart som beskrevs av Jason Gilbert Hayden Londt 1972. Bittacus smithersi ingår i släktet Bittacus och familjen styltsländor. Inga underarter finns listade i Catalogue of Life.